# Харлемски нощи
„Харлемски нощи“ (на английски: Harlem Nights) е американска криминална трагикомедия от 1989 г., с участието на Еди Мърфи (който е също режисьор, сценарист и изпълнителен продуцент), Ричард Прайър, Майкъл Лърнър, Дани Айело, Ред Фокс (последният му филм преди смъртта му през 1991 г.), Дела Рийз, и братът на Мърфи, Чарли. Премиерата на филма е на 17 ноември 1989 г. от „Парамаунт Пикчърс“.